# 오타후쿠소스
오타후쿠소스(일본어: オタフクソース, 영어: Otafuku Sauce)는 일본의 조미료 회사이다. 히로시마현 히로시마시에 본사가 있으며, 회사명이자 상품명인 오타후쿠소스는 오코노미야키용 우스터소스로서 잘 알려져 있다.